# Wolfgang Greß
Wolfgang Greß (nicht Gress; * 9. Mai 1929 in Berlin; † 21. März 2000) war ein deutscher Politiker (SED). Er war Staatssekretär der Staatlichen Plankommission und Mitglied des Ministerrats der DDR.

## Leben
Als Sohn eines Lehrers und einer Schneiderin, absolvierte Greß nach dem Besuch der Volksschule ein Praktikum in einem Stahlbaubetrieb in Berlin-Reinickendorf. Er trat 1947 der Sozialistischen Einheitspartei Deutschlands (SED) bei. Von 1948 bis 1951 studierte er Wirtschaftswissenschaften an der Hochschule für Ökonomie Berlin und der Humboldt-Universität mit Abschluss als Diplom-Wirtschaftswissenschaftler. Von 1951 bis 1958 war er Mitarbeiter und zuletzt Abteilungsleiter im Ministerium für Schwermaschinenbau. Von 1958 bis 1963 arbeitete er als Abteilungsleiter in der VVB Energiemaschinenbau und ab Februar 1964 als Generaldirektor der VVB Rohrleitungen und Isolierungen Leipzig. Im Januar 1965 übernahm er die Leitung der Abteilung Chemieanlagen im Volkswirtschaftsrat der DDR. Von Dezember 1966 bis 1979 war stellvertretender Minister für Schwermaschinen- und Anlagenbau (Nachfolger von Helmut Schneider) und ab 1971 auch Staatssekretär im Ministerium. 1975/76 besuchte er die Parteihochschule „Karl Marx“. Am 28. Juni 1979 wurde er als Nachfolger von Kurt Fichtner von der Volkskammer zum Mitglied des Ministerrates gewählt und vom Vorsitzenden des Ministerrates der DDR, Willi Stoph, zum Staatssekretär für den Bereich Investitionen und Wissenschaft/Technik der Staatlichen Plankommission berufen. Diese Funktion bekleidete er bis zur Auflösung der Staatlichen Plankommission durch die Regierung Modrow im Januar 1990. Anschließend war er bis April 1990 Staatssekretär im Wirtschaftskomitee, dem Rechtsnachfolger der Staatlichen Plankommission. 
Ab 1981 war Greß Kandidat des Zentralkomitees der SED und Mitglied der Wirtschaftskommission beim Politbüro des ZK der SED.
Greß erhielt 1969 die Verdienstmedaille der DDR, 1970 und 1982 den Vaterländischen Verdienstorden, 1974 den Orden Banner der Arbeit und 1989 die Ehrenspange zum Vaterländischen Verdienstorden.